# Durazzano
Durazzano là một đô thị ở tỉnh Benevento trong vùng Campania, có vị trí khoảng 30 km về phía đông bắc của Napoli và khoảng 30 km về phía tây của Benevento. Tại thời điểm ngày 31 tháng 12 năm 2004, đô thị này có dân số 2.130 người và diện tích là 13,2 km².
Durazzano giáp các đô thị: Cervino, Sant'Agata de' Goti, Santa Maria a Vico, Valle di Maddaloni.